# Porphyronota maculipennis
Porphyronota maculipennis är en skalbaggsart som beskrevs av Moser 1916. Porphyronota maculipennis ingår i släktet Porphyronota och familjen Cetoniidae. Inga underarter finns listade i Catalogue of Life.